# Adriano Guarnieri (Komponist)

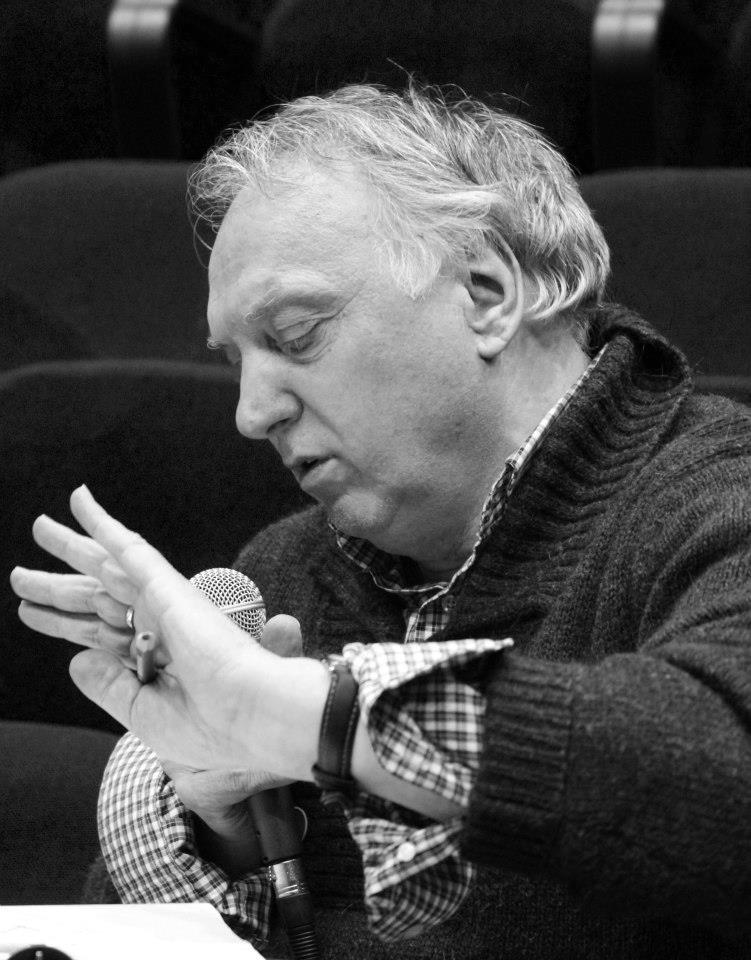
Adriano Guarnieri, 2012

Adriano Guarnieri (* 10. September 1947 in Sustinente/Mantova) ist ein italienischer Komponist.

## Leben und Wirken
Guarnieri studierte am Konservatorium von Bologna Komposition bei Giacomo Manzoni und Chormusik bei Tito Gotti. Er wirkte als Leiter des Nuovo Ensemble „Bruno Maderna“ in Florenz. Später unterrichtete er Komposition an den Konservatorien von Florenz, Pesaro und gegenwärtig Mailand.
In seinen Kompositionen verwendet Guarnieri häufig Werke von Pier Paolo Pasolini. Bei der Biennale von Venedig 1995 wurde das in Zusammenarbeit mit Giovanni Raboni entstandene Werk Quare tristis aufgeführt. 2003 erhielt er den Preis der Musikkritik Franco Abbiati für seine multimediale Video-Oper Medea.

## Werke
- Excerpts für elf Streicher, 1974–1977
- Nafshi für Flöte und Tonband, 1975
- L’art pour l’art? für Streichquartett, Tonband und acht Instrumente, 1976
- Musica per un’azione immaginaria für Bläserquintett und Tonband, 1976
- Abschied für Flöte und Harfe, 1978
- Air (Trio n. 2) für zwei Violinen und Viola, 1978
- Mystère für sieben Instrumente, 1978
- Recit (Trio n. 1) für Klavier, Viola und Cello, 1978
- Alia für Orchester, 1978
- Insonora für Viola, 1979
- Poesia in forma di rosa für dreizehn Instrumente, 1979
- Arco für Violine, 1979–1980
- Pierrot Pierrot! für Flöten, Celesta und Schlagzeug, 1980
- Pierrot Suite für drei kammermusikalische Gruppen, 1980
- …di sussulti e di tremori für Klavier und Orchester, 1982
- Ein Lied an Gott für Sopran, Bassflöte, zwei Orgeln, Perkussion und Kammerensemble 1982
- Arioso cantabile für Flöte, Klarinette, Klavier und Schlagzeug, 1982
- Le notti mie son roche di grida für Flöte und Harfe, 1982
- Romanze zur Nacht für Cello und Kammermusikgruppe, 1983
- … di un pastore errante für acht Instrumente, 1983
- Pierrot Suite II für Flöte und sechzehn Instrumente, 1984
- E… le ombre fuggano… für zwei Flöten, 1984
- Sospeso d’incanto für Klavier, 1984
- Concerto für Violine und Orchester, 1985
- Trionfo della notte. Preludio atto I, für neunzehn Instrumentalisten 1985
- …il tubare della tortora… non odi?… für Sopran, Perkussion und Orchester, 1985
- Trionfo della notte. Azione lirica nach Pasolini, 1985–1986
- Disteso für acht Instrumente, 1986
- Passioni perse für Flöte und Klavier, 1986
- Sospeso (Trio n. 3) für Flöte, Violine und Klavier, 1987
- Parafrasi: 4ª scena di „Trionfo della notte“ für zwei Soprane, Tenor, Flöte Klavier, Schlagzeug und Cello, 1987
- Romanza alla notte n. 2 (Concerto II) für Violine und Orchester, 1988
- Velato… del nuovo mistero für Klavier und vier Instrumentalgruppen, 1988
- … dal nulla… al nulla… (Trio n. 4) für Bassklarinette und Schlagzeug, 1988
- … d’incanto! für Klavier und Tonbandschleife, 1988
- Piccola anima für Sprecher, Sopran und sieben Instrumente, 1988
- Oltre l’anima tua… (Hommage an Mozart) für Orchester, 1989
- sull’isola della libertà… für zwei Soprane und zwölf Instrumente, 1989
- Per Armando für Gitarre, 1990
- perdo il futuro della tua grazia (Trio n. 5) für Sopran, Sprecher, Flöte, Violine und Schlagzeug, 1990
- Giustizia cara… für drei Soprane, Tonband und Orchester nach Pasolini, 1990–1991
- Medea, Film-Oper nach Pier Paolo Pasolini, Euripides und Seneca, 1991
- „… e per lunghi filamenti…“ (omaggio a W.A. Mozart nel bicentenario, 1991–1992) für Sopran, Klavier und dreizehn Instrumente, 1991
- infinite Risonanze… inquiete… für verstärkte Gitarre, Tonband und Live-Elektronik, 1992
- Elision für zwölf Instrumente, „Omaggio a Charles Ives“, 1992
- Mit Dämpfer für Posaune, 1992
- Preludio alla notte für Flöte, 1992
- Trio n. 6 (Omaggio a Camillo Togni nel 70º compleanno) für Flöte, Violine und Schlagzeug, 1992
- Il glicine für Sopran, Sprecher, Flöte und Violine, 1993
- per il sole… per il cielo… per il mare für zwei Soprane und Streichquartett, 1993
- Orfeo cantando… tolse…, 10 Azioni liriche, 1994
- Medea Suite. 1995
- Quare tristis für Soli, Frauenchor, zwei Instrumentalgruppen, zwei Tuben und Elektronik, 1995
- Resistenza 1995 für Frauenstimme, 1995
- Medea, Video-Oper, 2002

## Auszeichnung
- Kritikerpreis Premio Abbiati (1986/87, 2002)